# September 5
September 5 er en tysk historisk dramafilm fra 2024, der er instrueret af schweizeren Tim Fehlbaum. Filmen udspiller sig under München-massakren, hvor en gidseltagning under Sommer-OL 1972 udvikler sig tragisk. Filmen følger et amerikansk tv-hold, der ved et tilfælde får en hovedrolle i en live mediedækning af gidseldramaet.

## Handling
Filmen fortæller historien om München-massakren, der fandt sted under Sommer-OL 1972. Filmen følger et amerikansk tv-hold, der hurtigt må omstille sig fra sportsrapportering til livedækning, da en gruppe israelske atleter bliver taget som gidsler. Det var første gang nogensinde, at en gidseltagning blev sendt live, og tv-holdet måtte improvisere og tage stilling til, hvad det betyder etisk at sende foruroligende billeder, bl.a. drab, ind i hjem rundt omkring i verden, og dermed også give forbryderne mulighed for at få indblik i den omkringliggende politiaktion. Historien centreres omkring den unge ambitiøse producer, Geoff, spillet af John Magaro, der stræber efter at bevise sig selv over for sin chef, den legendariske tv-chef Roone Arledge (spillet af Peter Sarsgaard). Sammen med den tyske tolk Marianne (Leonie Benesch) og Geoffs mentor Marvin Bader (Ben Chaplin) overtager Geoff uventet styringen af livedækningen.

## Medvirkende
- Peter Sarsgaard som Roone Arledge, direktøren for ABC Sports
- John Magaro som Geoffrey Mason, leder af kontrolrummet i München
- Ben Chaplin som Marvin Bader, ABC Sports' operationschef
- Leonie Benesch som Marianne Gebhardt, en oversætter som taler tysk og israelsk
- Zinedine Soualem som Jacques Lesgards
- Georgina Rich som Gladys Deist
- Corey Johnson som Hank Hanson
- Marcus Rutherford som Carter Jeffrey
- Daniel Adeosun som Gary Slaughter
- Benjamin Walker som Peter Jennings, reporter
- Rony Herman som David Berger, en amerikansk/israelsk vægtløfter, der bliver taget som gidsel
- Paul Böhme

## Modtagelse

### USA
På det amerikanske websted Rotten Tomatoes, der opsummerer amerikanske mediers filmanmeldelser, var 92 % af de 192 indsamlede anmeldelser positive med en gennemsnitlig vurdering på 8,0 ud af 10 mulige point. Webstedets sammenfattende vurdering lød: "September 5, der fanger redaktionens kompromiser, engagement og menneskelige fejlbarlighed, er en værdig fortælling om en tragisk hændelse i mediehistorien."

### Danmark
Filmmagasinet Ekko gav filmen fem ud af seks stjerner. Anmelderen Jordan Mintzer kaldte filmen et fremragende drama om tv-dækningen af gidseltagningen ved OL i 1972, der udfoldede det etisk problematiske i at udbasunere en igangværende katastrofe. Filmen fik 4 stjerner i Berlingske, der roste skuespillet og autenticiteten i beskrivelsen af tv-holdet, men mente, at det var lidt uklart, hvad filmen egentlig ville. I Politiken gav Nanna Frank Rasmussen fem hjerter og kaldte filmen nervepirrende med en understrøm af intelligent, humanistisk og kritisk tænkende refleksion over mediernes betydning og ansvar.